# Owen Aspinall

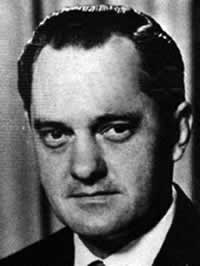
Owen Aspinall

Owen Stuart Aspinall (* 21. September 1927 in Grand Junction, Colorado; † 7. Februar 1997 im Mesa County, Colorado) war ein US-amerikanischer Politiker. Zwischen 1967 und 1969 war er Gouverneur von Amerikanisch-Samoa.

## Werdegang
Owen Aspinall war der Sohn des Kongressabgeordneten Wayne N. Aspinall (1896–1983) aus Colorado. Während des Zweiten Weltkrieges diente er in der US Army. Danach studierte er bis 1949 an der University of Denver Anthropologie. Nach einem anschließenden Jurastudium an der American University in Washington, D.C. und seiner 1955 erfolgten Zulassung als Rechtsanwalt begann er in diesem Beruf zu arbeiten. Zwischen 1957 und 1961 war er stellvertretender Bezirksstaatsanwalt im Mesa County. Danach ging er nach Amerikanisch-Samoa, wo er im Jahr 1966 eine einheimische Frau heiratete. Zwischen 1961 und 1962 fungierte er dort als Generalstaatsanwalt; im Jahr 1962 wurde er Secretary of State, was das Amt des Vizegouverneurs beinhaltete. Politisch war er Mitglied der Demokratischen Partei.
Am 1. August 1967 wurde Aspinall als Nachfolger von Hyrum Rex Lee zum neuen Gouverneur von Amerikanisch-Samoa ernannt. Dieses Amt bekleidete er bis zum 31. Juli 1969. Von Anfang an kam es über eine Schulreform zu Auseinandersetzungen mit den Einheimischen. Im Verlauf des Streits traten viele Lehrer und Schulbeamte zurück. Dann untersagte er eine Ehe zwischen einer Frau aus Samoa mit einem Koreaner. Das führte erneut zu Spannungen. Damals gab es in Amerikanisch-Samoa auch einen eskalierenden Konflikt zwischen Angehörigen der chinesischen und koreanischen Minderheit.
Nach dem Regierungsantritt von Präsident Richard Nixon bat Owen Aspinall um seine Ablösung. Diese erfolgte am 31. Juli 1969 mit der gleichzeitigen Ernennung von John Morse Haydon zu seinem Nachfolger. Er starb am 7. Februar 1997.